# Дурбан
Ду́рбан (африк. Durban, Дюрбан; англ. Durban; зулу eThekwini — «место у гавани»; ранее — Порт-Натал, англ. Port Natal) — центр третьей по населению агломерации ЮАР (3,45 млн жителей в 2007) после Йоханнесбурга и Кейптауна, расположен в городском округе Этеквини провинции Квазулу-Натал. Крупнейший порт. Центр туризма (благодаря высокому уровню инфраструктуры и сервиса, тёплому океанскому течению и пляжам). Основан в 1835 году.

## История
Археологические находки свидетельствуют, что уже сто тысяч лет назад окрестности нынешнего Дурбана населяли небольшие общины охотников и собирателей, принадлежавших к койсанским народам. В начале второго тысячелетия нашей эры они были полностью истреблены мигрирующими с севера племенами банту.
Незадолго до католического Рождества 1497 года эти места посетила португальская экспедиция, искавшая морской путь из Европы в Индию, которой руководил Васко да Гама. Он назвал территорию Натал (порт. Natal), что означает «Рождество».
Первые белые поселенцы появились здесь в 1824 году, когда 25 англичан под командованием лейтенанта Фрэнсиса Фаруэлла (англ. Francis Farewell) основали лагерь на северном берегу бухты Натал. Первоначально поселение находилось под угрозой уничтожения воинственными племенами зулусов, но затем один из спутников Фаруэлла, Генри Финн (англ. Henry Fynn) смог подружиться с вождём зулусов Чакой, вылечив того от полученной в бою раны. В благодарность Чака подарил Финну полосу земли шириной 30 миль вдоль побережья и длиной 100 миль вглубь суши. 23 июня 1835 года на собрании 35 белых колонистов было официально провозглашено основание города, названного Дурбаном в честь губернатора английских колоний в Южной Африке сэра Бенджамина Д’Урбана (англ. Benjamin d’Urban).
В 1838 начавшийся неподалёку от Дурбана конфликт буров и зулусов обострил отношения колонистов с африканцами, и даже привёл к временной эвакуации города. Последовавшее затем учреждение бурами Республики Наталь и желание английских колониальных властей не допустить образования независимого бурского государства привели к вооружённым столкновениям уже между бурами и англичанами. Благодаря численному и техническому превосходству английской регулярной армии над бурским ополчением в 1844 году Натал был аннексированн Великобританией.

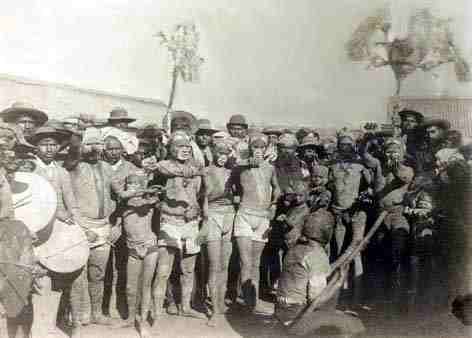
Индийские рабочие прибывают в Дурбан

Прибывавшие в Дурбан английские колонисты организовали в окрестностях города множество сахарных плантаций. Столкнувшись с трудностями при попытках привлечь к работам на плантациях африканцев, плантаторы начали завозить рабочих из Британской Индии. Чаще всего рабочих нанимали на длительные сроки, до 25 лет. Поскольку, подавляющее большинство из них не желали после окончания контракта возвращаться в Индию, в настоящее время в городе имеется крупнейшая индо-пакистанская община за пределами собственно Индии и Пакистана.

## Население

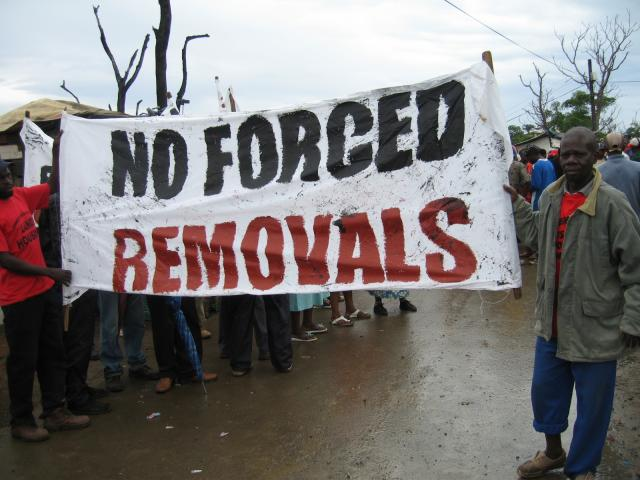
Самозахватчики протестуют против выселения

68,3 % населения — чернокожие, почти 20 % — англоязычные потомки индийцев, работавших на сахарных плантациях, 9 % — белые, 2,8 % — иные «цветные». Самый распространённый язык — зулу (63,04 %), 30 % — английский, 3,4 % — коса, 1,4 % — африкаанс. 68 % населения христиане, 11 % — индуисты, 3 % — мусульмане.
Дурбан — молодой город (лишь 4,2 % населения старше 65 лет, 48,9 % моложе 24 лет). 27,9 % безработных. Два университета, сравнительно высокий уровень образования.
Серьёзной проблемой является крайне высокий уровень заболеваемости СПИДом, который среди чернокожего населения доходит до 25 %.
Уровень преступности в городе высок даже по южноафриканским меркам, хотя в последние годы городским властям и полиции удалось добиться существенного прогресса в этом вопросе.

## География и климат Дурбана
Большая часть города и пригородов расположена на довольно высоких (до 700 метров) и крутых холмах, равнинные участки имеются лишь на побережье. Город размещается вокруг бухты Натал. Черту города пересекают реки Умгени, Умхлатузан, Умлас.
Дурбан находится в зоне субтропического океанического климата, с продолжительным, жарким и дождливым летом, короткой и тёплой зимой. Заморозки случаются очень редко и только в западной холмистой части города.
| Показатель                    | Янв. | Фев. | Март | Апр. | Май | Июнь | Июль | Авг. | Сен. | Окт. | Нояб. | Дек. | Год  |
| ----------------------------- | ---- | ---- | ---- | ---- | --- | ---- | ---- | ---- | ---- | ---- | ----- | ---- | ---- |
| Абсолютный максимум, °C       | 36   | 34   | 35   | 36   | 34  | 36   | 34   | 36   | 37   | 40   | 34    | 36   | 40   |
| Средний суточный максимум, °C | 28   | 28   | 28   | 26   | 25  | 23   | 23   | 23   | 23   | 24   | 25    | 27   | 25   |
| Средняя температура, °C       | 25   | 24   | 24   | 21   | 20  | 17   | 17   | 18   | 19   | 20   | 22    | 23   | 21   |
| Средний суточный минимум, °C  | 21   | 21   | 20   | 17   | 14  | 11   | 11   | 13   | 15   | 17   | 18    | 20   | 17   |
| Абсолютный минимум, °C        | 14   | 13   | 12   | 9    | 5   | 4    | 3    | 3    | 5    | 8    | 10    | 12   | 3    |
| Норма осадков, мм             | 134  | 113  | 120  | 73   | 59  | 28   | 39   | 62   | 73   | 98   | 108   | 102  | 1009 |
| Источник: SAWS                |      |      |      |      |     |      |      |      |      |      |       |      |      |

## Экономика Дурбана
Дурбанская агломерация обладает развитой диверсифицированной экономикой с сильными производственным, туристическим, транспортным и финансовым секторами. Прибрежное расположение и крупный порт дают городу преимущество перед экономическими центрами Южной Африки (Йоханнесбургом, Преторией и Блумфонтейном), расположенными во внутренних районах страны. Субтропический климат, теплое морское течение и культурное разнообразие населения также являются преимуществом для развития туризма в регионе. Туристов особенно привлекает городская набережная Золотая миля, раскинувшаяся на берегу океана на протяжении шести километров. Она располагает всей необходимой современной инфраструктурой (отели высокого класса, торгово-развлекательные центры, пляжи и бассейны, дельфинарий и т. д.) Важнейшее значение имеет морской порт Дурбана — крупнейший и самый загруженный в ЮАР и в Африке. Кроме того, по состоянию на 2015 год в его распоряжении находится самый большой терминал для обслуживания контейнерных грузов в Южном полушарии.

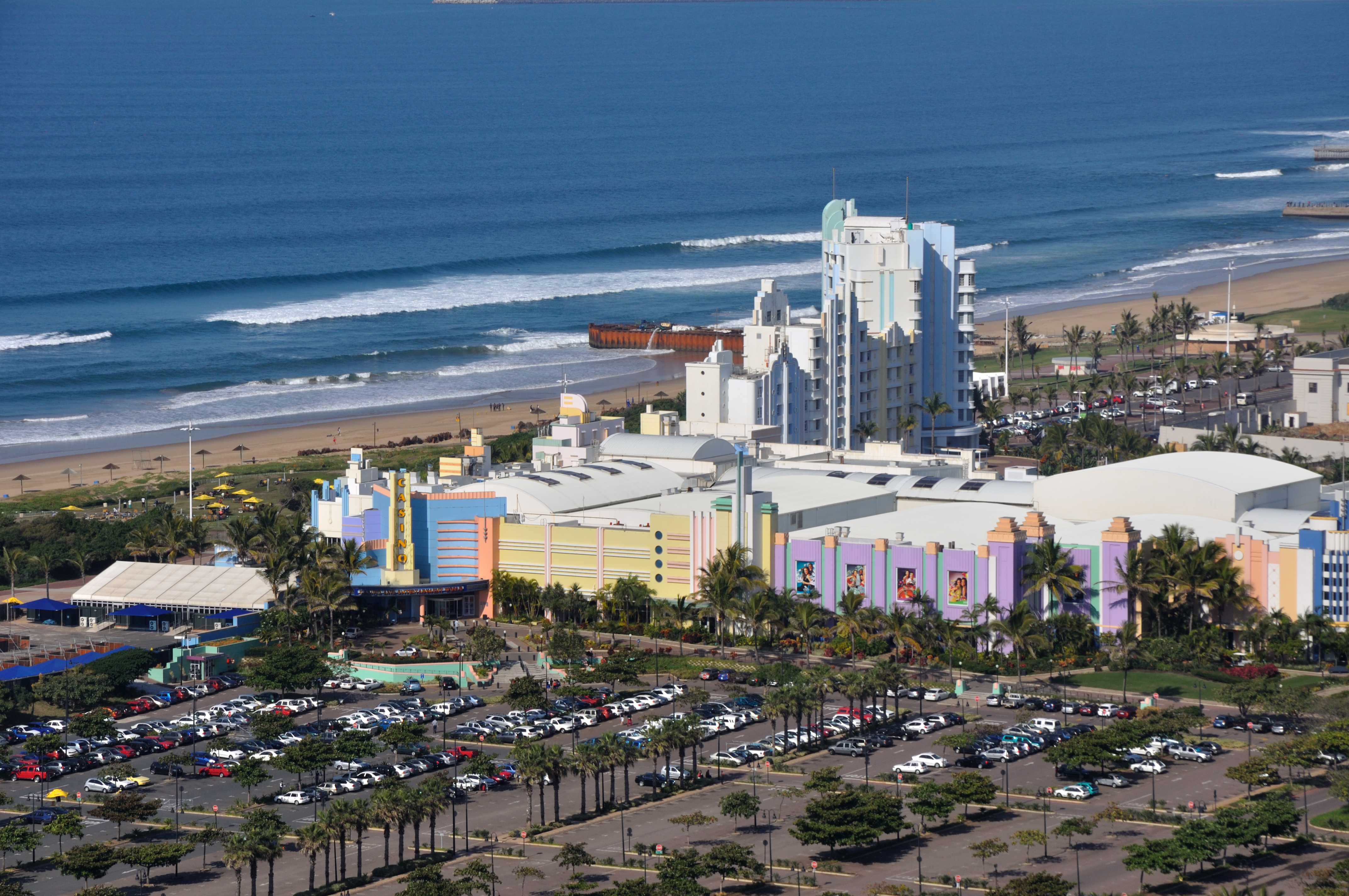
Казино и развлекательный центр «Золотой берег»

Экономика Дурбана испытывала значительные трудности в течение 20 лет после падения режима белого меньшинства. Хлынувшие в город чернокожие обитатели трущоб и деревенские жители принесли с собой рост преступности и антисанитарии. Центральный деловой район, как и в Йоханнесбурге, был фактически заброшен из-за неспособности (а часто и нежелания) новых чёрных властей справиться с этими проблемами. Высокий уровень преступности стал препятствием для роста в сфере туризма и других отраслях. Многие корпорации переехали в пригородный район Умшланга, расположенный на севере города и населённый преимущественно белыми. Производственный сектор, который занимает второе место в городской экономике по числу рабочих мест, нуждается в коренной реконструкции, чему мешает непрекращающийся (хоть и снизившийся в последние годы) отток белых из ЮАР. Несмотря на всё это, Дурбан остается третьим самым богатым городом в Южной Африке после Йоханнесбурга и Кейптауна.
В последнее время были приложены значительные усилия, чтобы привлечь бизнес обратно в город, новая набережная создала точку развития к юго-востоку от центра города, построен океанариум, ведётся реконструкция ранее заброшенного делового района, строятся крупные жилые здания и развлекательные сооружения. В 2010 в рейтинге GaWC Дурбан был оценён как гамма-город.

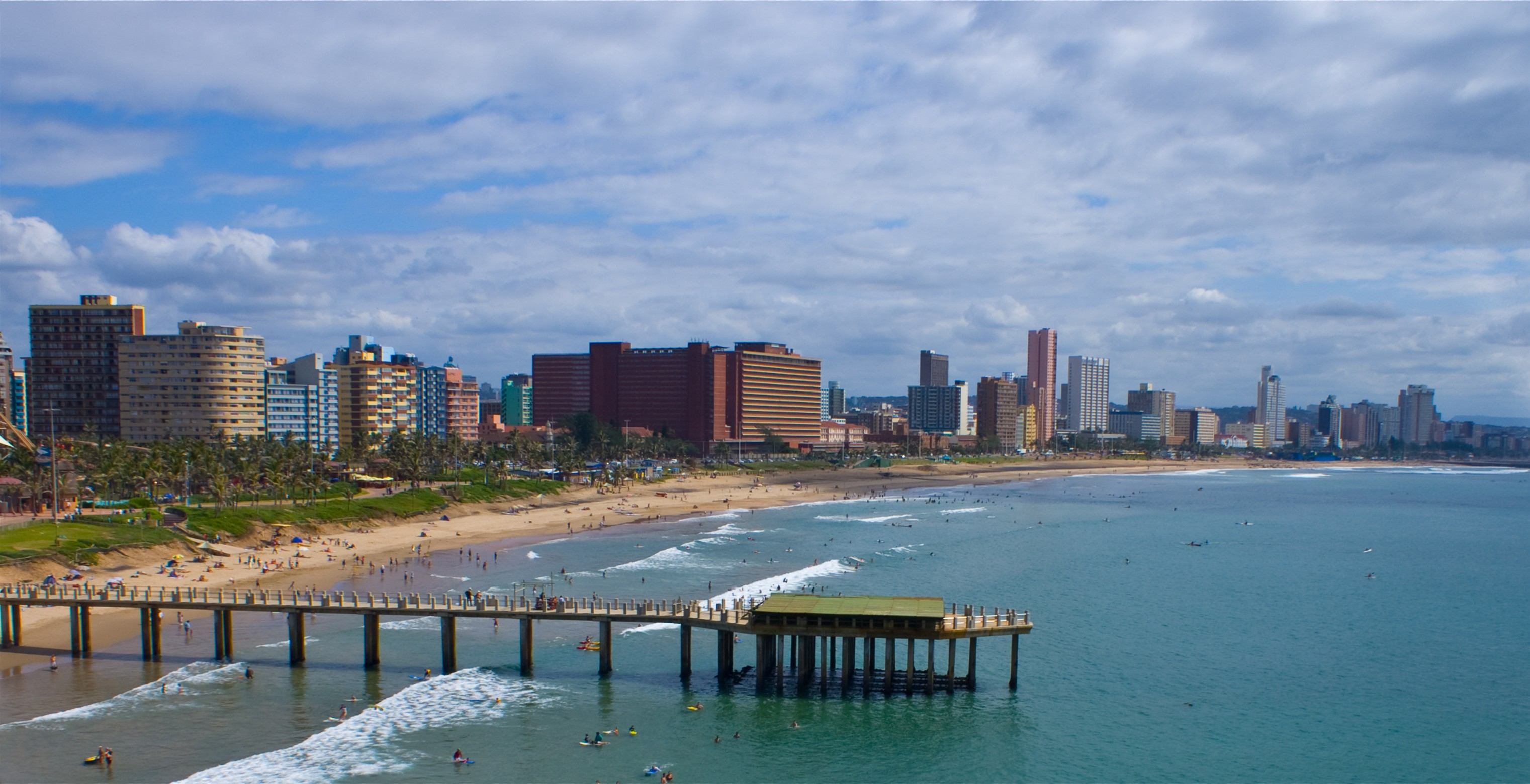
Городской пляж

## Транспорт
Город обслуживается расположенным в 35 километрах к северу от делового центра Международным аэропортом им. короля Чаки (IATA: DUR, ICAO: FALE) с пассажирооборотом более 4,7 млн человек (2012). Из аэропорта, открытого в 2010 году, выполняются полёты во все основные города ЮАР, а также международные рейсы в Дубай, Мапуто, Лусаку, Хараре и на Маврикий. В 2014 году планируется возобновление рейсов в Лондон, Сингапур и Мумбаи, ранее выполнявшихся из старого дурбанского аэропорта.

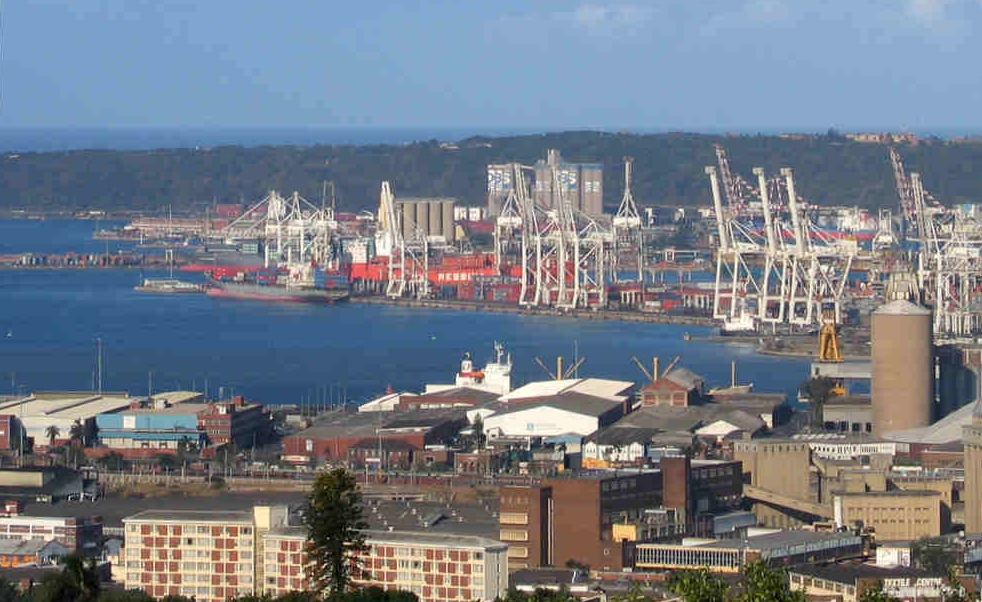
Порт Дурбана

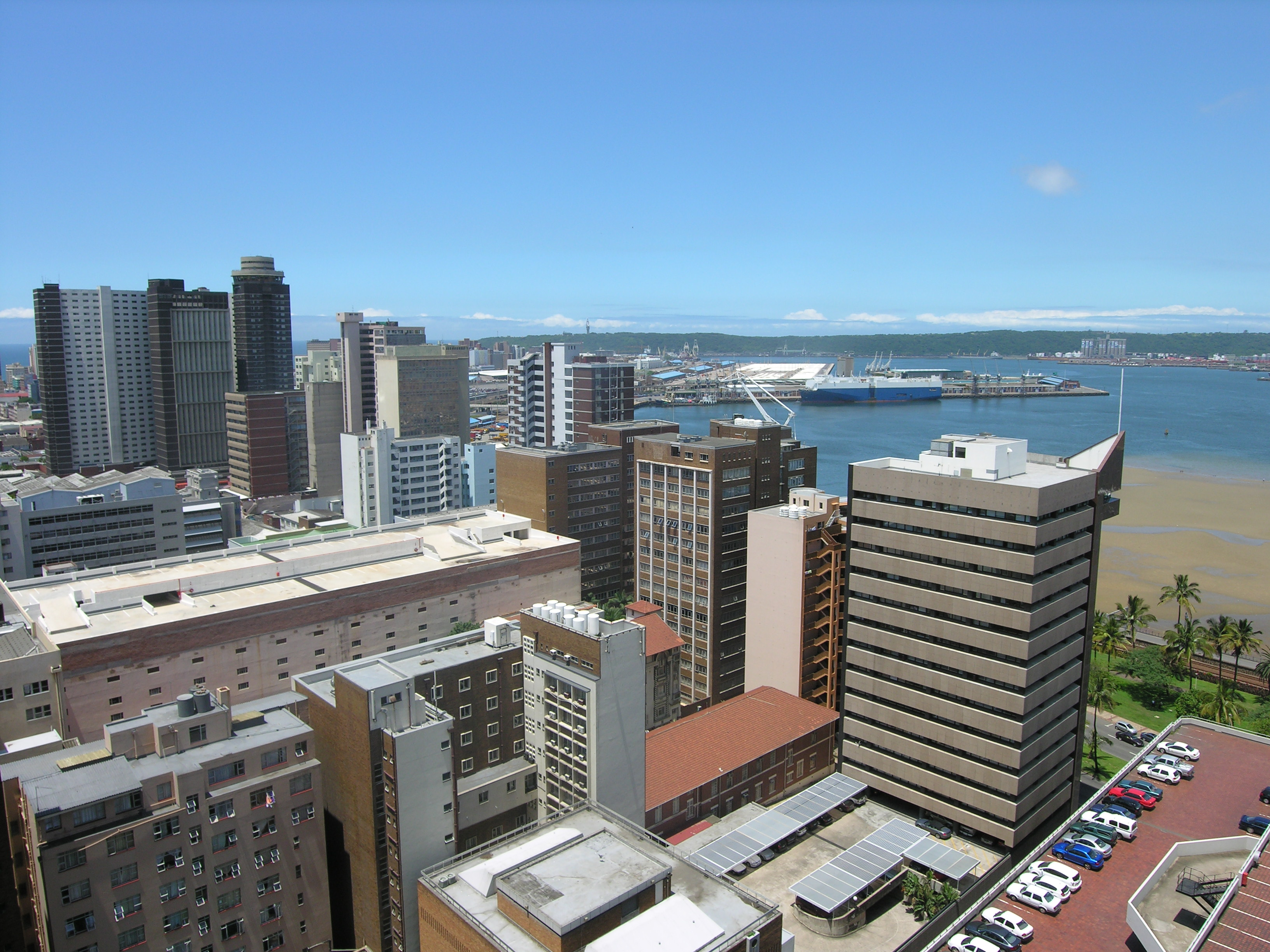
Вид на гавань Дурбана

Порт Дурбана является самым загруженным портом в Африке южнее экватора и третьим по величине контейнерным портом в Южном полушарии.
В Дурбане была открыта первая в Южной Африке железная дорога (1860 год). В наши дни с городского железнодорожного вокзала отправляется два поезда дальнего следования: ежедневный в Йоханнесбург (через Питермарицбург и Ньюкасл) и еженедельный в Кейптаун (через Кимберли и Блумфонтейн). Эти поезда используются в основном туристами, желающими неспешно и с комфортом насладиться красотами ЮАР. Компания Metrorail управляет пригородными поездами в окрестностях города. Планируется строительство высокоскоростной железнодорожной линии Дурбан — Йоханнесбург.
В Дурбане пересекаются две автомобильные дороги национального значения — N2 (Кейптаун — Дурбан — Мпумаланга) и N3 (Дурбан — Йоханнесбург).
Основой общественного транспорта Дурбана являются частные микроавтобусы, перевозящие пассажиров по сотням маршрутов. Для обслуживания туристов существует три маршрута с комфортабельными автобусами, находящиеся под управлением организации Durban People Mover.

## Культура и образование
- Дурбанский университет

В Дурбане в начале 2010-х годов зародился набирающий международную популярность жанр электронной танцевальной музыки Гьом

## Спорт
В Дурбане ежегодно проводится один из наиболее престижных сверхмарафонов — The Comrades. Сверхмарафон проходит по маршруту Дурбан—Питермарицбург (чётные годы) или Питермарицбург—Дурбан (нечётные годы).
В 2007 году здесь прошла жеребьёвка Чемпионата мира по футболу 2010, некоторые события которого состоялись на городском стадионе «Мозес Мабида».
В 2023 в Дурбане прошёл Чемпионат мира по настольному теннису. На Чемпионате мира было разыграно 5 комплектов медалей, это первый Чемпионат мира по настольному теннису, проходивший в ЮАР, и второй Чемпионат мира, проходивший на территории Африки.

## Известные жители
- В Дурбане родился известный в 1990-е годы футболист Шон Данди.
- Марк Гонсалес (род. 1984) — игрок футбольной сборной Чили и московского ЦСКА.
- Лара Логан (род. 1971) — военный корреспондент.
- Дэниэл Хоуп (род. 1973) — британский скрипач, музыкальный педагог и дирижёр. Родился в Дурбане.
- Николас Прайс  (род. 1957) — спортсмен-гольфист.
- Блонди Чаплин (род. 1951) — рок-музыкант, вокалист и гитарист.

## Португальцыв истории города
Васко да Гама, в плавании в Индию, сделал остановку на месте будущего города 25 декабря 1497 года, то есть в католическое Рождество, и дал этому месту имя Натал (в переводе с португ. языка: «Рождество» или «рождественский» — связанный с датой Рождества); полное название — Порту-Натал или Порт-Натал — употреблялось до основания города, названного в честь британского военачальника и колониального администратора Бенджамина д’Урбана.
Литератор Фернанду Пессоа жил в Дурбане в 1895—1905 годах.

## Города-побратимы[8]
- Александрия, Египет
- Антверпен, Бельгия
- Бремен, Германия
- Булавайо, Зимбабве
- Гаосюн, Тайвань
- Гуанчжоу, КНР
- Кванджу, Республика Корея
- Лидс, Великобритания
- Маракайбо, Венесуэла
- Мапуту, Мозамбик
- Нант, Франция
- Новый Орлеан, США
- Оран, Алжир
- Роттердам, Нидерланды
- Чикаго, США
- Эйлат, Израиль